# Stepok, Iakîmivka
Stepok (în ucraineană Степок) este un sat în așezarea urbană Kîrîlivka din raionul Iakîmivka, regiunea Zaporijjea, Ucraina.

## Demografie
Componența lingvistică a localității Stepok
     Ucraineană (76,32%)
     Rusă (23,68%)
Conform recensământului din 2001, majoritatea populației localității Stepok era vorbitoare de ucraineană (76,32%), existând în minoritate și vorbitori de rusă (23,68%).